# Sverige vid Europamästerskapen i friidrott 2006
Sverige, som värdnation, skickade en stor trupp friidrottare till Europamästerskapen i friidrott 2006. Truppen inkluderade tre olympiska mästare från Athen 2004, sjukamparen Carolina Klüft, höjdhopparen Stefan Holm och trestegshopparen Christian Olsson. 

## Resultat
| Svenska medaljer vid Europamästerskapen i friidrott 2006 |         |      |        |       |        |
| Plats                                                    | Land    | Guld | Silver | Brons | Totalt |
| 6                                                        | Sverige | 3    | 1      | 2     | 6      |

Svenska resultat i finaler (resultat i försök, kvartsfinaler och semifinaler listas ej)
| Placering | Friidrottare                                           | Gren            | Resultat      |
| 1         | Carolina Klüft                                         | Sjukamp K       | 6 740 p SB,CR |
| 1         | Susanna Kallur                                         | 100m häck K     | 12,59         |
| 1         | Christian Olsson                                       | Tresteg M       | 17,67 m       |
| 2         | Johan Wissman                                          | 200m M          | 20,38 =NR     |
| 3         | Stefan Holm                                            | Höjdhopp M      | 2,34 m SB     |
| 3         | Kajsa Bergqvist                                        | Höjdhopp K      | 2,01 m        |
| 4         | Linus Thörnblad                                        | Höjdhopp M      | 2,34 m PB     |
| 4         | Mustafa Mohamed                                        | 3000m hinder M  | 8.27,79       |
| 5         | Robert Kronberg                                        | 110 m häck M    | 13,57 m       |
| 5         | Susanna Kallur Carolina Klüft¹ Jenny Kallur Emma Green | 4 x 100 m K     | 44,16         |
| 6         | Carolina Klüft                                         | Ländghopp K     | 6,54 m        |
| 6         | Henrik Skoog                                           | 5000 m M        | 13.56.34      |
| 7         | Ida Nilsson                                            | 3000 m hinder K | 9:39.24 NR    |
| 7         | Jenny Kallur                                           | 100m häck K     | 12,94         |
| 9         | Rizak Dirshe                                           | 1500 m M        | 3.42,87       |
| 10        | Camilla Johansson                                      | Tresteg K       | 13,74 m       |
| 10        | Gustaf Hultgren                                        | Stavhopp M      | 5,50 m        |
| 10        | Magnus Arvidsson                                       | Spjut M         | 78,53 m       |
| 11        | Anna Söderberg                                         | Diskus K        | 59,60 m       |
| 11        | Emma Green                                             | Höjdhopp K      | 1,92 m        |
| 12        | Fredrik Svensson                                       | 50 km gång M    | 3:56.15 SB    |
| 15        | Anna Rahm                                              | Maraton K       | 2:36:48       |
| 20        | Lena Gavelin                                           | Maraton K       | 2:39:36       |
| 20        | Nicklas Wiberg                                         | Tiokamp         | 6929          |
| 22        | Monica Svensson                                        | 20 km gång K    | 1:38.25       |
| 29        | Said Regragui                                          | Maraton M       | 2:21:33       |
| 33        | Kristoffer Österlund                                   | Maraton M       | 2:23:26       |
| 37        | Kristian Algers                                        | Maraton M       | 2:28:27       |

- ¹ Emma Rienas sprang istället för Klüft i försöken.
- Alhaji Jeng gick till final i stavhopp men avbröt första hoppet på grund av skada och fick ingen placering.

## Den svenska truppen
| 100 m: Daniel Persson 200 m: Johan Wissman, Johan Engberg 400 m: Thomas Nikitin 800 m: Mattias Claesson 1500 m: Joel Bodén, Rizak Dirshe 5000 m: Henrik Skoog Maraton: Said Regragui, Kristian Algers, Marek Poszepczynski, Kristoffer Österlund, Alfred Shemweta, Kent Claesson 110 m häck: Robert Kronberg, Joakim Blaschke 3000 m hinder: Mustafa Mohamed, Henrik Skoog 50 km gång: Fredrik Svensson Höjdhopp: Stefan Holm, Linus Thörnblad Stavhopp: Alhaji Jeng, Oscar Janson, Jesper Fritz, Gustaf Hultgren Tresteg: Christian Olsson Kula: Jimmy Nordin, Stefan Blomqvist (kom inte till start) Diskus: Niklas Arrhenius Spjut: Magnus Arvidsson, Daniel Ragnvaldsson Tiokamp: Nicklas Wiberg 4 x 100 m: Daniel Persson, Christofer Sandin, Stefan Tärnhuvud, Johan Engberg, Patrik Lövgren 4 x 400 m: Fredrik Johansson, Thomas Nikitin, Joni Jaako, Andreas Mokdasi, Johan Wissman | 100 m: Emma Rienas 400 m: Lena Aruhn, Beatrice Dahlgren 100 m häck: Susanna Kallur, Jenny Kallur 400 m häck: Anneli Melin, Nadja Petersen, Erica Mårtensson Maraton: Anna Rahm, Lena Gavelin, Lisa Blommé 3000 m hinder: Ida Nilsson, Christin Johansson, Ebba Stenbäck Morrison 20 km gång: Monica Svensson Höjdhopp: Kajsa Bergqvist, Emma Green Stavhopp: Hanna-Mia Persson, Linda Persson, Maria Rendin Längdhopp: Carolina Klüft, Daniela Lincoln Saavedra Tresteg: Camilla Johansson Diskus: Anna Söderberg Slägga: Cecilia Nilsson, Tracey Andersson Spjut: Annika Petersson Kula: Helena Engman Sjukamp: Carolina Klüft, Jessica Samuelsson (kom inte till start) 4 x 100m: Susanna Kallur, Jenny Kallur, Carolina Klüft, Emma Green, Emma Rienas 4 x 400m: Lena Aruhn, Beatrice Dahlgren, Emma Björkman, Emma Agerbjer, Jessica Samuelsson |